# Elkhart Lake, Wisconsin
Elkhart Lake är en ort i Sheboygan County, Wisconsin, USA. Strax utanför orten finns racerbanan Road America.